# Janine Brouard
Pour les articles homonymes, voir Brouard.
Janine Brouard (née en 1941, à Clohars-Carnoët) est une sociologue et ethnologue française. Membre en 1964 du groupe de recherche de sociologie rurale du CNRS elle est l'auteur d'une Monographies de villages de Nanterre sous la direction d'Henri Mendras.

## Publications

### Ouvrages et articles
- Voyage au Pays de Mauges et arrêt à Sainte-Christine, 2010, Editions Hérault
- Radiographie des Angevins comptes rendus de 13 enquêtes sociologiques, Angers, Numéro. 12, IPSA.
- La Naissance, le Mariage, la Mort, en Anjou, dans la première moitié du XXe siècle. Angers, 1984, IPSA : Trois grands moments de la vie, racontés par les anciens qui les ont vécus.
- Radiographie des Angevins 1989-1991, comptes rendus d'enquêtes sociologiques, Angers, Numéro. 14, IPSA.
- Anjou-Ethnographie. Paris, 1985. Bonneton, « Encyclopédie Régionale », rééd. 1992, 396 p.: Description d’aspects typiques de l’Anjou : les jeux – la maison – les métiers (ardoisier, vigneron, marinier) – les médecines populaires, les traditions religieuses…
- Les Vignerons en Anjou. Paris, 1990. L’Harmattan, 346 p. : Une description minutieuse de la vie des vignerons angevins, à partir de témoignages de 100 d’entre eux, âgés de 60 à 90 ans, et de personnes du milieu viticole.
- Cuisine de l’Anjou de A à Z. Paris, 1999. Bonneton, 160 p. : Une recherche sur le riche patrimoine culinaire angevin, d’hier et aujourd'hui, et 120 recettes traditionnelles.
- Paroles et Parcours de Paysans. Paris, 1996. L’Harmattan, 400 p. : Des agriculteurs angevins retraités racontent leur « parcours de combattant » pour faire évoluer le milieu agricole et la société rurale… et s’interrogent aujourd’hui sur le sens du progrès.
- « La nouvelle culture de la France rurale », in la revue Territoires n° 413, 2000 - ADELS. : Exode, déclin, renaissance, développement... Les territoires ruraux français sont passés en un siècle par des phases successives d'ampleurs et de natures très différentes. Des évolutions historiques qu'il convient de comprendre pour maîtriser aujourd'hui et demain le développement rural.